# Alue Kambuek
Alue Kambuek is een bestuurslaag in het regentschap Nagan Raya van de provincie Atjeh, Indonesië. Alue Kambuek telt 402 inwoners (volkstelling 2010).